# Laxe (Chantada)
Laxe (llamada oficialmente San Xoán da Laxe) es una parroquia española del municipio de Chantada, en la provincia de Lugo, Galicia.

## Otras denominaciones
La parroquia también es conocida por el nombre de San Xoán de Laxe.

## Situación
Limita con las parroquias de Mouricios, Argozón y Muradelle por el norte; Requeixo y San Pedro de Viana por el sur; O Mato por el este; y San Martiño de Asperelo y Santa Baia de Camba por el oeste.

## Organización territorial
La parroquia está formada por trece entidades de población, constando doce de ellas en el nomenclátor del Instituto Nacional de Estadística español:
- A Arca
- Carballizos
- Comezo
- Lucenza (A Lucenza)
- Muxilde (Nuxilde)
- Penasillás
- Quintela
- Riazón
- Riopedroso (Río Pedroso)
- Seoane
- Vilanova
- Vilaseco
- Xoanín

## Demografía
| Gráfica de evolución demográfica de Laxe entre 2000 y 2019 |
|                                                            |
| Datos según el nomenclátor publicado por el INE.           |

## Patrimonio
Destaca en la parroquia el pazo de Arca, una antigua edificación ubicada cerca de Vilanova. Esta casa, fechada a principios del siglo XVIII, conserva un escudo de armas en su entrada principal, así como una capilla.
También encontramos diversas capillas localizadas en distintos puntos de la parroquia como la de Penasillas, la de Carballizos, o la de Riopedroso, estas dos últimas capillas pertenecen a la Casa Grande do Taboada de Carballizos y a la Casa Grande del Fidalgo de Riopedroso respectivamente.

## Festividades
En la parroquia se celebra la festividad de san Agustín los días 28 y 29 de agosto, así como la festividad de san Juan el 24 de junio.